# Nissan Primera P10
Pour les articles homonymes, voir Nissan Primera.
La Nissan Primera P10 est une automobile produite par Nissan de 1990 à 1995. Il s'agit de la première génération de Nissan Primera.

## Présentation
En 1990, Nissan lance la Primera première génération. Déclinée en break 5 portes et en berline 4 et 5 portes, elle est dotée d'un châssis conventionnel à traction avant et dispose d'une boîte manuelle à cinq vitesses ou, pour certaines versions, d'une boîte automatique à quatre vitesses. C'est la première voiture de la marque à disposer de suspensions multibras à l'avant. Elle est d'abord disponible dans les versions suivantes : L, LS, LSX, GS, GSX et ZX. Les L, LS et LSX sont équipées d'un moteur 1,6 litre et les LS, GS et GSX d'un moteur 2,0 litres de 115 ch (86 kW; 117 PS). La ZX a un moteur 2,0 litres de 150 ch (112 kW; 152 PS). En 1992, Nissan renouvelle la gamme en introduisant les versions LX, SLX, SGX et EGT. La L représente la version de base avec un moteur essence 1,6 litre. La LX est présentée comme une version plus chic avec un moteur essence ou diesel 2,0 litres. SLX est le modèle milieu de gamme avec un moteur essence 1,6 ou 2,0 litres ou un moteur diesel 2,0 litres. La SGX est la version luxe équipée d'un moteur 2,0 litres de 115 ch (86 kW; 117 PS). La eGT est la version sportive avec un moteur 2,0 litres de 150 ch (112 kW; 152 PS).
En 1994, la puissance des moteurs est légèrement augmentée et les moteurs 1,6 litre délivrent ainsi une puissance de 102 ch (76 kW; 103 PS) et les moteurs 2,0 litres une puissance de 123 ch (92 kW; 125 PS). L'ensemble de la gamme est à nouveau redessiné, bien que les versions restent à peu près similaires. L'Equation remplace la L comme version de base et dispose, comme son prédécesseur, d'un moteur essence 1,6 litre. La SGX est remplacé par la SE. Nissan introduit aussi la T4 (4x4) qui est équipée d'un moteur de 150 ch (112 kW; 152 PS) et dispose d'une transmission intégrale Attesa, connu dans les Skyline GTR et Sunny GTIR. A été vendu à 15,769 exemplaires dans le monde entier et uniquement 1000 exemplaires vendus en Europe.
Un autre nouveau véhicule est la SRI équipée d'un moteur essence 1,6 ou 2,0 litres.
Avec l'introduction de la Primera, Nissan cible principalement le marché européen. Au Royaume-Uni par exemple, le modèle est présenté comme le successeur du Bluebird. Une partie est exportée vers le Japon et la Russie. Aux États-Unis, la Primera est rebaptisée Infiniti G20 et vendue comme un modèle haut de gamme.
En 1995, elle est remplacée par la Primera P11.

## Galerie

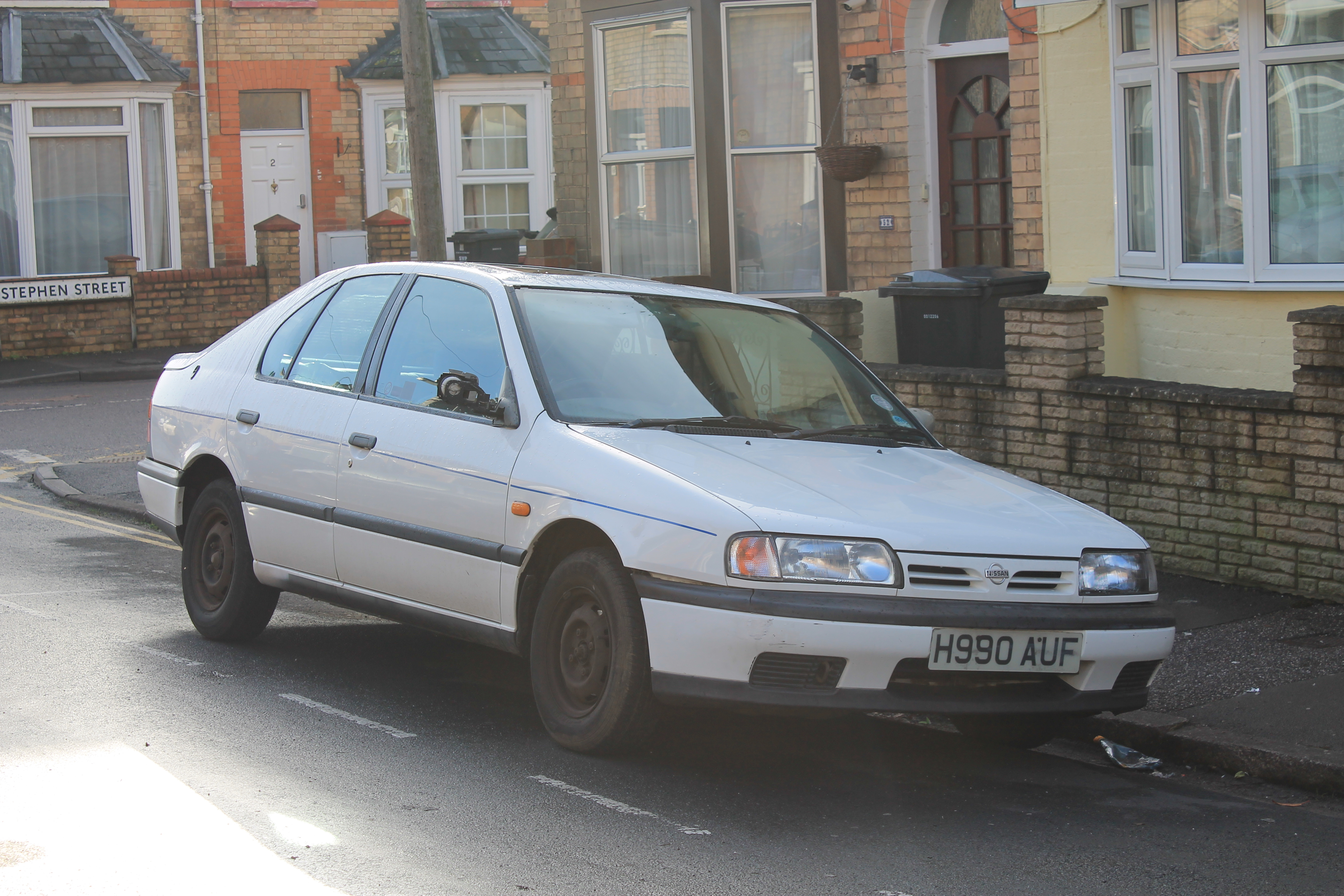
Nissan Primera P10 5 portes
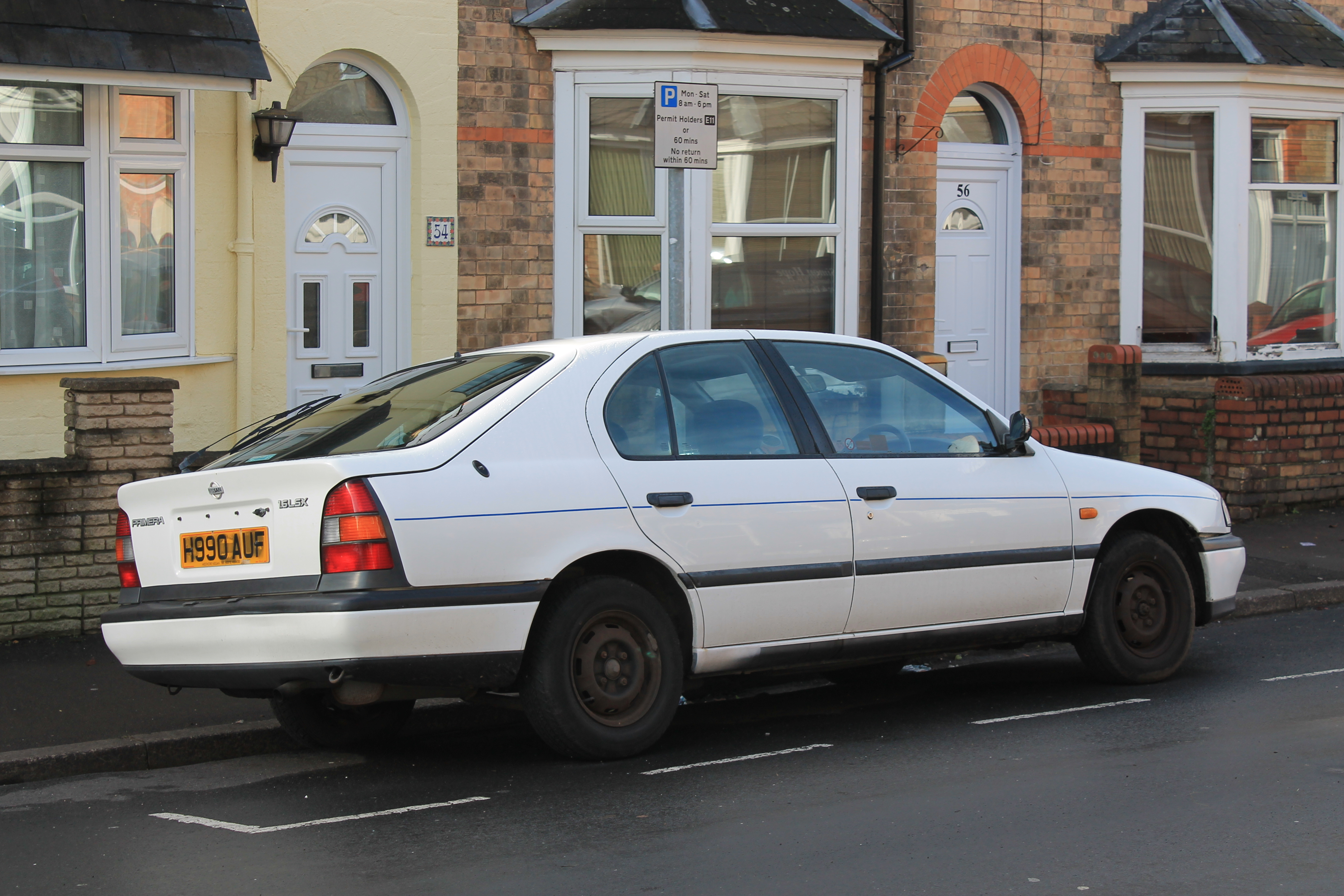
Nissan Primera P10 5 portes
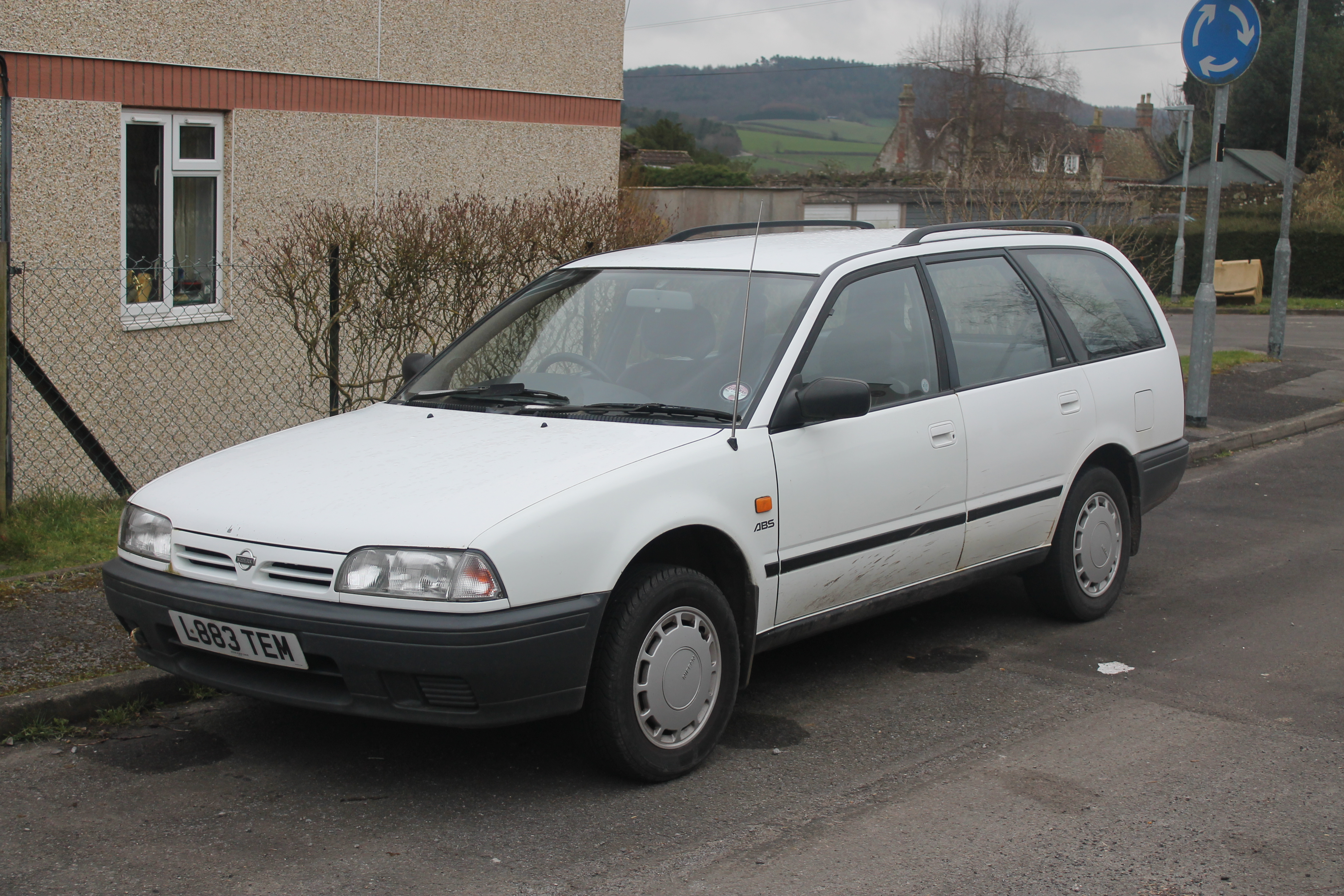
Nissan Primera P10 break
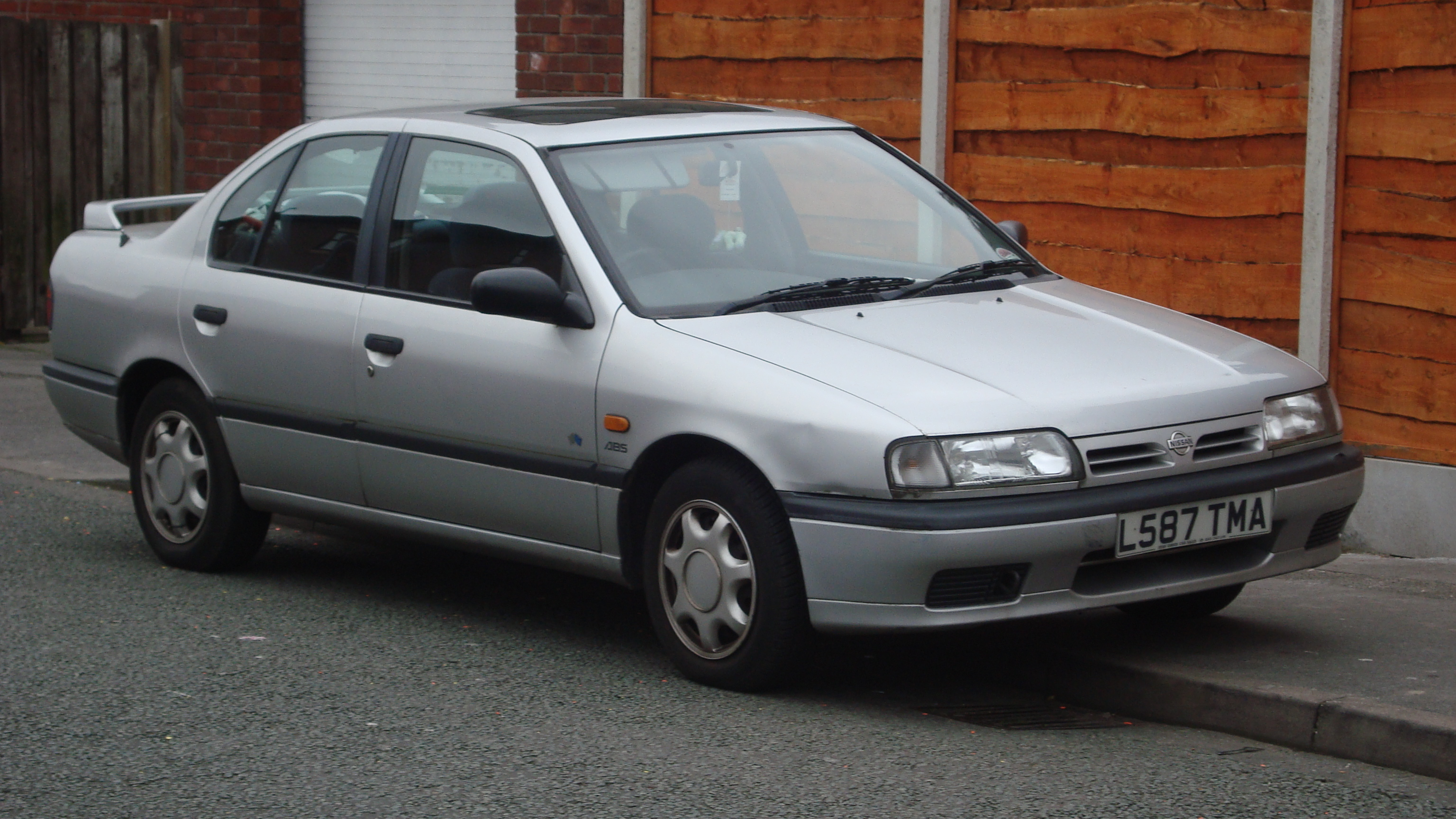
Nissan Primera P10 4 portes
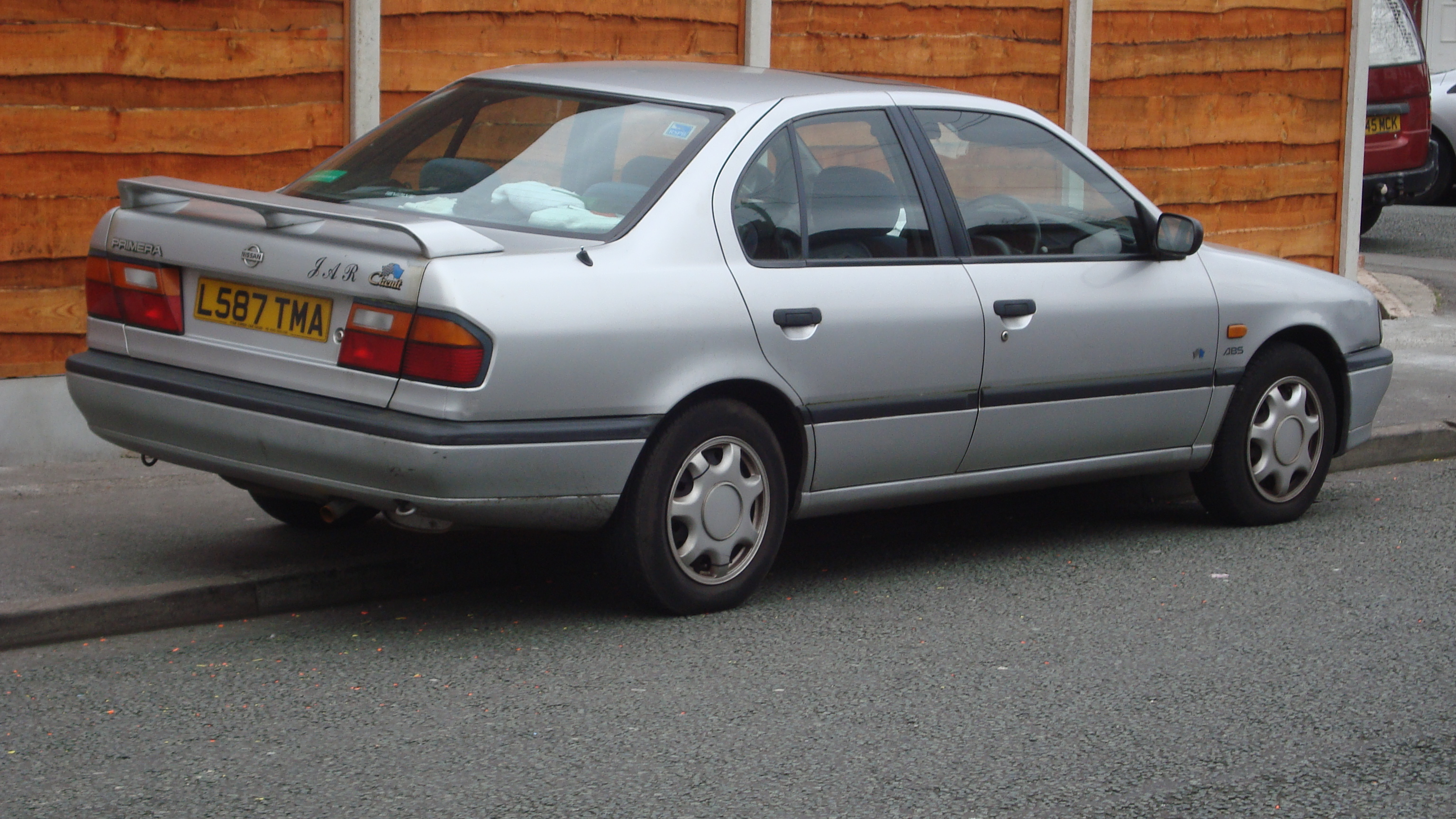
Nissan Primera P10 4 portes